# Alpiner Skiweltcup der Behinderten 2017/18
Der alpine Skiweltcup der Behinderten 2017/18 wurde vom Weltverband IPC zwischen Mitte Dezember 2017 und Mitte Februar 2018 an verschiedenen Austragungsorten in Mitteleuropa sowie in Kanada veranstaltet, wobei die Rennen der Damen- und Herrenkonkurrenzen jeweils gemeinsam am selben Ort stattfanden.
Die Klassifikation der Athleten erfolgte gemäß den internationalen Standards in Sportler, die sich ohne fremde Hilfe aufrecht stehend fortbewegen (vorwiegend Amputationen), Sportler, die einen Monoskibob nutzen sowie sehbehinderte Athleten, die einen Begleitläufer benötigen. Den unterschiedlichen Schweregraden der individuellen Behinderungen innerhalb der einzelnen Klassifikationsgruppen wurde mit der sogenannten „faktorisierten Zeit“ Rechnung getragen. Dabei läuft die Zeit während des Rennens für stärker behindert eingestufte Sportler um einen bestimmten Prozentsatz langsamer, was die Chancengleichheit erhöhen soll.

## Austragungsorte
| Datum                 | Ort           | Wettkämpfe           |
| --------------------- | ------------- | -------------------- |
| 13.–16. Dezember 2017 | St. Moritz    | Abfahrt, Super-G     |
| 19.–22. Dezember 2017 | Kühtai        | Riesenslalom, Slalom |
| 8.–9. Januar 2018     | Medvednica    | Slalom               |
| 11.–12. Januar 2018   | Kranjska Gora | Riesenslalom         |
| 15.–18. Januar 2018   | Veysonnaz     | Riesenslalom, Slalom |
| 24.–26. Januar 2018   | Tignes        | Abfahrt, Super-G     |
| 9.–11. Februar 2018   | Kimberley     | Abfahrt, Super-G     |

## Podestplatzierungen Herren

### Stehend

#### Abfahrt
| Datum      | Ort              | 1. Platz                                                | 2. Platz                                                | 3. Platz                                                |
| ---------- | ---------------- | ------------------------------------------------------- | ------------------------------------------------------- | ------------------------------------------------------- |
| 16.12.2017 | St. Moritz (SUI) | Rennen wegen widriger Witterungsbedingungen abgesagt.   | Rennen wegen widriger Witterungsbedingungen abgesagt.   | Rennen wegen widriger Witterungsbedingungen abgesagt.   |
| 16.12.2017 | St. Moritz (SUI) | Rennen wegen widriger Witterungsbedingungen abgesagt.   | Rennen wegen widriger Witterungsbedingungen abgesagt.   | Rennen wegen widriger Witterungsbedingungen abgesagt.   |
| 25.01.2018 | Tignes (FRA)     | Rennen wegen gefährlicher Streckenbedingungen abgesagt. | Rennen wegen gefährlicher Streckenbedingungen abgesagt. | Rennen wegen gefährlicher Streckenbedingungen abgesagt. |
| 25.01.2018 | Tignes (FRA)     | Rennen wegen gefährlicher Streckenbedingungen abgesagt. | Rennen wegen gefährlicher Streckenbedingungen abgesagt. | Rennen wegen gefährlicher Streckenbedingungen abgesagt. |
| 10.02.2018 | Kimberley (CAN)  | Markus Salcher                                          | Théo Gmür                                               | Alexis Guimond                                          |
| 10.02.2018 | Kimberley (CAN)  | Markus Salcher                                          | Théo Gmür                                               | Braydon Luscombe                                        |

#### Super-G
| Datum      | Ort              | 1. Platz                                                | 2. Platz                                                | 3. Platz                                                |
| ---------- | ---------------- | ------------------------------------------------------- | ------------------------------------------------------- | ------------------------------------------------------- |
| 13.12.2017 | St. Moritz (SUI) | Rennen wegen widriger Witterungsbedingungen abgesagt.   | Rennen wegen widriger Witterungsbedingungen abgesagt.   | Rennen wegen widriger Witterungsbedingungen abgesagt.   |
| 14.12.2017 | St. Moritz (SUI) | Rennen wegen widriger Witterungsbedingungen abgesagt.   | Rennen wegen widriger Witterungsbedingungen abgesagt.   | Rennen wegen widriger Witterungsbedingungen abgesagt.   |
| 26.01.2018 | Tignes (FRA)     | Rennen wegen gefährlicher Streckenbedingungen abgesagt. | Rennen wegen gefährlicher Streckenbedingungen abgesagt. | Rennen wegen gefährlicher Streckenbedingungen abgesagt. |
| 26.01.2018 | Tignes (FRA)     | Rennen wegen gefährlicher Streckenbedingungen abgesagt. | Rennen wegen gefährlicher Streckenbedingungen abgesagt. | Rennen wegen gefährlicher Streckenbedingungen abgesagt. |
| 11.02.2018 | Kimberley (CAN)  | Markus Salcher                                          | Théo Gmür                                               | Alexis Guimond                                          |
| 11.02.2018 | Kimberley (CAN)  | Alexis Guimond                                          | Markus Salcher                                          | Robin Cuche                                             |

#### Riesenslalom
| Datum      | Ort                 | 1. Platz         | 2. Platz         | 3. Platz         |
| ---------- | ------------------- | ---------------- | ---------------- | ---------------- |
| 19.12.2017 | Kühtai (AUT)        | Aleksei Bugajew  | Thomas Walsh     | Thomas Pfyl      |
| 20.12.2017 | Kühtai (AUT)        | Théo Gmür        | Thomas Walsh     | Thomas Pfyl      |
| 11.01.2018 | Kranjska Gora (SLO) | Aleksei Bugajew  | Théo Gmür        | Arthur Bauchet   |
| 12.01.2018 | Kranjska Gora (SLO) | Aleksei Bugajew  | Théo Gmür        | Thomas Walsh     |
| 15.01.2018 | Veysonnaz (SUI)     | Théo Gmür        | Markus Salcher   | Alexis Guimond   |
| 16.01.2018 | Veysonnaz (SUI)     | Rennen abgesagt. | Rennen abgesagt. | Rennen abgesagt. |

#### Slalom
| Datum      | Ort              | 1. Platz         | 2. Platz                           | 3. Platz         |
| ---------- | ---------------- | ---------------- | ---------------------------------- | ---------------- |
| 21.12.2017 | Kühtai (AUT)     | Aleksei Bugajew  | Adam Hall                          | Arthur Bauchet   |
| 22.12.2017 | Kühtai (AUT)     | Adam Hall        | Alexander Aljabjew Aaron Lindström |                  |
| 08.01.2018 | Medvednica (CRO) | Martin Würz      | Arthur Bauchet                     | Aleksei Bugajew  |
| 09.01.2018 | Medvednica (CRO) | Aleksei Bugajew  | Arthur Bauchet                     | Santeri Kiiveri  |
| 17.01.2018 | Veysonnaz (SUI)  | Rennen abgesagt. | Rennen abgesagt.                   | Rennen abgesagt. |
| 18.01.2018 | Veysonnaz (SUI)  | Jamie Stanton    | Aleksei Bugajew                    | Thomas Pfyl      |

### Monoskibob

#### Abfahrt
| Datum      | Ort              | 1. Platz                                                | 2. Platz                                                | 3. Platz                                                |
| ---------- | ---------------- | ------------------------------------------------------- | ------------------------------------------------------- | ------------------------------------------------------- |
| 16.12.2017 | St. Moritz (SUI) | Rennen wegen widriger Witterungsbedingungen abgesagt.   | Rennen wegen widriger Witterungsbedingungen abgesagt.   | Rennen wegen widriger Witterungsbedingungen abgesagt.   |
| 16.12.2017 | St. Moritz (SUI) | Rennen wegen widriger Witterungsbedingungen abgesagt.   | Rennen wegen widriger Witterungsbedingungen abgesagt.   | Rennen wegen widriger Witterungsbedingungen abgesagt.   |
| 25.01.2018 | Tignes (FRA)     | Rennen wegen gefährlicher Streckenbedingungen abgesagt. | Rennen wegen gefährlicher Streckenbedingungen abgesagt. | Rennen wegen gefährlicher Streckenbedingungen abgesagt. |
| 25.01.2018 | Tignes (FRA)     | Rennen wegen gefährlicher Streckenbedingungen abgesagt. | Rennen wegen gefährlicher Streckenbedingungen abgesagt. | Rennen wegen gefährlicher Streckenbedingungen abgesagt. |
| 10.02.2018 | Kimberley (CAN)  | Andrew Kurka                                            | Akira Kano                                              | Taiki Morii                                             |
| 10.02.2018 | Kimberley (CAN)  | Kurt Oatway                                             | Akira Kano                                              | Andrew Kurka                                            |

#### Super-G
| Datum      | Ort              | 1. Platz                                                | 2. Platz                                                | 3. Platz                                                |
| ---------- | ---------------- | ------------------------------------------------------- | ------------------------------------------------------- | ------------------------------------------------------- |
| 13.12.2017 | St. Moritz (SUI) | Rennen wegen widriger Witterungsbedingungen abgesagt.   | Rennen wegen widriger Witterungsbedingungen abgesagt.   | Rennen wegen widriger Witterungsbedingungen abgesagt.   |
| 14.12.2017 | St. Moritz (SUI) | Rennen wegen widriger Witterungsbedingungen abgesagt.   | Rennen wegen widriger Witterungsbedingungen abgesagt.   | Rennen wegen widriger Witterungsbedingungen abgesagt.   |
| 26.01.2018 | Tignes (FRA)     | Rennen wegen gefährlicher Streckenbedingungen abgesagt. | Rennen wegen gefährlicher Streckenbedingungen abgesagt. | Rennen wegen gefährlicher Streckenbedingungen abgesagt. |
| 26.01.2018 | Tignes (FRA)     | Rennen wegen gefährlicher Streckenbedingungen abgesagt. | Rennen wegen gefährlicher Streckenbedingungen abgesagt. | Rennen wegen gefährlicher Streckenbedingungen abgesagt. |
| 11.02.2018 | Kimberley (CAN)  | Andrew Kurka                                            | Jesper Pedersen                                         | Roman Rabl                                              |
| 11.02.2018 | Kimberley (CAN)  | Akira Kano                                              | Taiki Morii                                             | Jesper Pedersen                                         |

#### Riesenslalom
| Datum      | Ort                 | 1. Platz                    | 2. Platz           | 3. Platz           |
| ---------- | ------------------- | --------------------------- | ------------------ | ------------------ |
| 19.12.2017 | Kühtai (AUT)        | Jesper Pedersen             | Tyler Walker       | Kurt Oatway        |
| 20.12.2017 | Kühtai (AUT)        | Jesper Pedersen             | Tyler Walker       | Renè De Silvestro  |
| 11.01.2018 | Kranjska Gora (SLO) | Jesper Pedersen             | Tyler Walker       | Roman Rabl         |
| 12.01.2018 | Kranjska Gora (SLO) | Jesper Pedersen             | Jeroen Kampschreur | Yohann Taberlet    |
| 15.01.2018 | Veysonnaz (SUI)     | Taiki Morii Jesper Pedersen |                    | Jeroen Kampschreur |
| 16.01.2018 | Veysonnaz (SUI)     | Rennen abgesagt.            | Rennen abgesagt.   | Rennen abgesagt.   |

#### Slalom
| Datum      | Ort              | 1. Platz          | 2. Platz           | 3. Platz           |
| ---------- | ---------------- | ----------------- | ------------------ | ------------------ |
| 21.12.2017 | Kühtai (AUT)     | Jesper Pedersen   | Takeshi Suzuki     | Dino Sokolović     |
| 22.12.2017 | Kühtai (AUT)     | Dino Sokolović    | Jeroen Kampschreur | Jesper Pedersen    |
| 08.01.2018 | Medvednica (CRO) | Igor Sikorski     | Dino Sokolović     | Tyler Walker       |
| 09.01.2018 | Medvednica (CRO) | Frédéric François | Yohann Taberlet    | Igor Sikorski      |
| 17.01.2018 | Veysonnaz (SUI)  | Rennen abgesagt.  | Rennen abgesagt.   | Rennen abgesagt.   |
| 18.01.2018 | Veysonnaz (SUI)  | Frédéric François | Igor Sikorski      | Jeroen Kampschreur |

### Sehbehindert

#### Abfahrt
| Datum      | Ort              | 1. Platz                                                | 2. Platz                                                | 3. Platz                                                |
| ---------- | ---------------- | ------------------------------------------------------- | ------------------------------------------------------- | ------------------------------------------------------- |
| 16.12.2017 | St. Moritz (SUI) | Rennen wegen widriger Witterungsbedingungen abgesagt.   | Rennen wegen widriger Witterungsbedingungen abgesagt.   | Rennen wegen widriger Witterungsbedingungen abgesagt.   |
| 16.12.2017 | St. Moritz (SUI) | Rennen wegen widriger Witterungsbedingungen abgesagt.   | Rennen wegen widriger Witterungsbedingungen abgesagt.   | Rennen wegen widriger Witterungsbedingungen abgesagt.   |
| 25.01.2018 | Tignes (FRA)     | Rennen wegen gefährlicher Streckenbedingungen abgesagt. | Rennen wegen gefährlicher Streckenbedingungen abgesagt. | Rennen wegen gefährlicher Streckenbedingungen abgesagt. |
| 25.01.2018 | Tignes (FRA)     | Rennen wegen gefährlicher Streckenbedingungen abgesagt. | Rennen wegen gefährlicher Streckenbedingungen abgesagt. | Rennen wegen gefährlicher Streckenbedingungen abgesagt. |
| 10.02.2018 | Kimberley (CAN)  | Mac Marcoux                                             | Kevin Burton                                            | Jakub Krako                                             |
| 10.02.2018 | Kimberley (CAN)  | Mac Marcoux                                             | Jon Santacana Maiztegui                                 | Kevin Burton                                            |

#### Super-G
| Datum      | Ort              | 1. Platz                                                | 2. Platz                                                | 3. Platz                                                |
| ---------- | ---------------- | ------------------------------------------------------- | ------------------------------------------------------- | ------------------------------------------------------- |
| 13.12.2017 | St. Moritz (SUI) | Rennen wegen widriger Witterungsbedingungen abgesagt.   | Rennen wegen widriger Witterungsbedingungen abgesagt.   | Rennen wegen widriger Witterungsbedingungen abgesagt.   |
| 14.12.2017 | St. Moritz (SUI) | Rennen wegen widriger Witterungsbedingungen abgesagt.   | Rennen wegen widriger Witterungsbedingungen abgesagt.   | Rennen wegen widriger Witterungsbedingungen abgesagt.   |
| 26.01.2018 | Tignes (FRA)     | Rennen wegen gefährlicher Streckenbedingungen abgesagt. | Rennen wegen gefährlicher Streckenbedingungen abgesagt. | Rennen wegen gefährlicher Streckenbedingungen abgesagt. |
| 26.01.2018 | Tignes (FRA)     | Rennen wegen gefährlicher Streckenbedingungen abgesagt. | Rennen wegen gefährlicher Streckenbedingungen abgesagt. | Rennen wegen gefährlicher Streckenbedingungen abgesagt. |
| 11.02.2018 | Kimberley (CAN)  | Mac Marcoux                                             | Jakub Krako                                             | Miroslav Haraus                                         |
| 11.02.2018 | Kimberley (CAN)  | Mac Marcoux                                             | Jakub Krako                                             | Jon Santacana Maiztegui                                 |

#### Riesenslalom
| Datum      | Ort                 | 1. Platz            | 2. Platz         | 3. Platz                |
| ---------- | ------------------- | ------------------- | ---------------- | ----------------------- |
| 19.12.2017 | Kühtai (AUT)        | Mac Marcoux         | Miroslav Haraus  | Waleri Redkozubow       |
| 20.12.2017 | Kühtai (AUT)        | Giacomo Bertagnolli | Marek Kubačka    | Miroslav Haraus         |
| 11.01.2018 | Kranjska Gora (SLO) | Marek Kubačka       | Jakub Krako      | Jon Santacana Maiztegui |
| 12.01.2018 | Kranjska Gora (SLO) | Marek Kubačka       | Jakub Krako      | Jon Santacana Maiztegui |
| 15.01.2018 | Veysonnaz (SUI)     | Marek Kubačka       | Mac Marcoux      | Jon Santacana Maiztegui |
| 16.01.2018 | Veysonnaz (SUI)     | Rennen abgesagt.    | Rennen abgesagt. | Rennen abgesagt.        |

#### Slalom
| Datum      | Ort              | 1. Platz            | 2. Platz            | 3. Platz                |
| ---------- | ---------------- | ------------------- | ------------------- | ----------------------- |
| 21.12.2017 | Kühtai (AUT)     | Miroslav Haraus     | Jakub Krako         | Iwan Frantsew           |
| 22.12.2017 | Kühtai (AUT)     | Mac Marcoux         | Giacomo Bertagnolli | Waleri Redkozubow       |
| 08.01.2018 | Medvednica (CRO) | Waleri Redkozubow   | Iwan Frantsew       | Gernot Morgenfurt       |
| 09.01.2018 | Medvednica (CRO) | Iwan Frantsew       | Gernot Morgenfurt   | Hwang Mingyu            |
| 17.01.2018 | Veysonnaz (SUI)  | Rennen abgesagt.    | Rennen abgesagt.    | Rennen abgesagt.        |
| 18.01.2018 | Veysonnaz (SUI)  | Giacomo Bertagnolli | Mac Marcoux         | Jon Santacana Maiztegui |

## Podestplatzierungen Damen

### Stehend

#### Abfahrt
| Datum      | Ort              | 1. Platz                                                | 2. Platz                                                | 3. Platz                                                |
| ---------- | ---------------- | ------------------------------------------------------- | ------------------------------------------------------- | ------------------------------------------------------- |
| 16.12.2017 | St. Moritz (SUI) | Rennen wegen widriger Witterungsbedingungen abgesagt.   | Rennen wegen widriger Witterungsbedingungen abgesagt.   | Rennen wegen widriger Witterungsbedingungen abgesagt.   |
| 16.12.2017 | St. Moritz (SUI) | Rennen wegen widriger Witterungsbedingungen abgesagt.   | Rennen wegen widriger Witterungsbedingungen abgesagt.   | Rennen wegen widriger Witterungsbedingungen abgesagt.   |
| 25.01.2018 | Tignes (FRA)     | Rennen wegen gefährlicher Streckenbedingungen abgesagt. | Rennen wegen gefährlicher Streckenbedingungen abgesagt. | Rennen wegen gefährlicher Streckenbedingungen abgesagt. |
| 25.01.2018 | Tignes (FRA)     | Rennen wegen gefährlicher Streckenbedingungen abgesagt. | Rennen wegen gefährlicher Streckenbedingungen abgesagt. | Rennen wegen gefährlicher Streckenbedingungen abgesagt. |
| 10.02.2018 | Kimberley (CAN)  | Alana Ramsay                                            | Anna Jochemsen                                          | Andrea Rothfuss                                         |
| 10.02.2018 | Kimberley (CAN)  | Anna Jochemsen                                          | Mollie Jepsen                                           | Andrea Rothfuss                                         |

#### Super-G
| Datum      | Ort              | 1. Platz                                                | 2. Platz                                                | 3. Platz                                                |
| ---------- | ---------------- | ------------------------------------------------------- | ------------------------------------------------------- | ------------------------------------------------------- |
| 13.12.2017 | St. Moritz (SUI) | Rennen wegen widriger Witterungsbedingungen abgesagt.   | Rennen wegen widriger Witterungsbedingungen abgesagt.   | Rennen wegen widriger Witterungsbedingungen abgesagt.   |
| 14.12.2017 | St. Moritz (SUI) | Rennen wegen widriger Witterungsbedingungen abgesagt.   | Rennen wegen widriger Witterungsbedingungen abgesagt.   | Rennen wegen widriger Witterungsbedingungen abgesagt.   |
| 26.01.2018 | Tignes (FRA)     | Rennen wegen gefährlicher Streckenbedingungen abgesagt. | Rennen wegen gefährlicher Streckenbedingungen abgesagt. | Rennen wegen gefährlicher Streckenbedingungen abgesagt. |
| 26.01.2018 | Tignes (FRA)     | Rennen wegen gefährlicher Streckenbedingungen abgesagt. | Rennen wegen gefährlicher Streckenbedingungen abgesagt. | Rennen wegen gefährlicher Streckenbedingungen abgesagt. |
| 11.02.2018 | Kimberley (CAN)  | Alana Ramsay                                            | Mollie Jepsen                                           | Anna Jochemsen                                          |
| 11.02.2018 | Kimberley (CAN)  | Mollie Jepsen                                           | Anna Jochemsen                                          | Alana Ramsay                                            |

#### Riesenslalom
| Datum      | Ort                 | 1. Platz               | 2. Platz               | 3. Platz               |
| ---------- | ------------------- | ---------------------- | ---------------------- | ---------------------- |
| 19.12.2017 | Kühtai (AUT)        | Marie Bochet           | Andrea Rothfuss        | Alana Ramsay           |
| 20.12.2017 | Kühtai (AUT)        | Marie Bochet           | Andrea Rothfuss        | Alana Ramsay           |
| 11.01.2018 | Kranjska Gora (SLO) | Warwara Woronschikhina | Marie Bochet           | Petra Smaržová         |
| 12.01.2018 | Kranjska Gora (SLO) | Marie Bochet           | Warwara Woronschikhina | Petra Smaržová         |
| 15.01.2018 | Veysonnaz (SUI)     | Marie Bochet           | Andrea Rothfuss        | Warwara Woronschikhina |
| 16.01.2018 | Veysonnaz (SUI)     | Rennen abgesagt.       | Rennen abgesagt.       | Rennen abgesagt.       |

#### Slalom
| Datum      | Ort              | 1. Platz         | 2. Platz               | 3. Platz         |
| ---------- | ---------------- | ---------------- | ---------------------- | ---------------- |
| 21.12.2017 | Kühtai (AUT)     | Marie Bochet     | Anna-Maria Rieder      | Alana Ramsay     |
| 22.12.2017 | Kühtai (AUT)     | Marie Bochet     | Anna-Maria Rieder      | Marija Papulowa  |
| 08.01.2018 | Medvednica (CRO) | Marie Bochet     | Petra Smaržová         | Marija Papulowa  |
| 09.01.2018 | Medvednica (CRO) | Marie Bochet     | Warwara Woronschikhina | Petra Smaržová   |
| 17.01.2018 | Veysonnaz (SUI)  | Rennen abgesagt. | Rennen abgesagt.       | Rennen abgesagt. |
| 18.01.2018 | Veysonnaz (SUI)  | Marie Bochet     | Stephanie Jallen       | Andrea Rothfuss  |

### Monoskibob

#### Abfahrt
| Datum      | Ort              | 1. Platz                                                | 2. Platz                                                | 3. Platz                                                |
| ---------- | ---------------- | ------------------------------------------------------- | ------------------------------------------------------- | ------------------------------------------------------- |
| 16.12.2017 | St. Moritz (SUI) | Rennen wegen widriger Witterungsbedingungen abgesagt.   | Rennen wegen widriger Witterungsbedingungen abgesagt.   | Rennen wegen widriger Witterungsbedingungen abgesagt.   |
| 16.12.2017 | St. Moritz (SUI) | Rennen wegen widriger Witterungsbedingungen abgesagt.   | Rennen wegen widriger Witterungsbedingungen abgesagt.   | Rennen wegen widriger Witterungsbedingungen abgesagt.   |
| 25.01.2018 | Tignes (FRA)     | Rennen wegen gefährlicher Streckenbedingungen abgesagt. | Rennen wegen gefährlicher Streckenbedingungen abgesagt. | Rennen wegen gefährlicher Streckenbedingungen abgesagt. |
| 25.01.2018 | Tignes (FRA)     | Rennen wegen gefährlicher Streckenbedingungen abgesagt. | Rennen wegen gefährlicher Streckenbedingungen abgesagt. | Rennen wegen gefährlicher Streckenbedingungen abgesagt. |
| 10.02.2018 | Kimberley (CAN)  | Claudia Lösch                                           | Anna Schaffelhuber                                      | Anna-Lena Forster                                       |
| 10.02.2018 | Kimberley (CAN)  | Anna Schaffelhuber                                      | Momoka Muraoka                                          | Claudia Lösch                                           |

#### Super-G
| Datum      | Ort              | 1. Platz                                                | 2. Platz                                                | 3. Platz                                                |
| ---------- | ---------------- | ------------------------------------------------------- | ------------------------------------------------------- | ------------------------------------------------------- |
| 13.12.2017 | St. Moritz (SUI) | Rennen wegen widriger Witterungsbedingungen abgesagt.   | Rennen wegen widriger Witterungsbedingungen abgesagt.   | Rennen wegen widriger Witterungsbedingungen abgesagt.   |
| 14.12.2017 | St. Moritz (SUI) | Rennen wegen widriger Witterungsbedingungen abgesagt.   | Rennen wegen widriger Witterungsbedingungen abgesagt.   | Rennen wegen widriger Witterungsbedingungen abgesagt.   |
| 26.01.2018 | Tignes (FRA)     | Rennen wegen gefährlicher Streckenbedingungen abgesagt. | Rennen wegen gefährlicher Streckenbedingungen abgesagt. | Rennen wegen gefährlicher Streckenbedingungen abgesagt. |
| 26.01.2018 | Tignes (FRA)     | Rennen wegen gefährlicher Streckenbedingungen abgesagt. | Rennen wegen gefährlicher Streckenbedingungen abgesagt. | Rennen wegen gefährlicher Streckenbedingungen abgesagt. |
| 11.02.2018 | Kimberley (CAN)  | Anna Schaffelhuber                                      | Laurie Stephens                                         | Momoka Muraoka                                          |
| 11.02.2018 | Kimberley (CAN)  | Anna Schaffelhuber                                      | Anna-Lena Forster                                       | Momoka Muraoka                                          |

#### Riesenslalom
| Datum      | Ort                 | 1. Platz          | 2. Platz            | 3. Platz            |
| ---------- | ------------------- | ----------------- | ------------------- | ------------------- |
| 19.12.2017 | Kühtai (AUT)        | Claudia Lösch     | Anna-Lena Forster   | Anna Schaffelhuber  |
| 20.12.2017 | Kühtai (AUT)        | Claudia Lösch     | Momoka Muraoka      | Anna-Lena Forster   |
| 11.01.2018 | Kranjska Gora (SLO) | Claudia Lösch     | Stephani Victor     | Victoria Pendergast |
| 12.01.2018 | Kranjska Gora (SLO) | Linda van Impelen | Victoria Pendergast | Stephani Victor     |
| 15.01.2018 | Veysonnaz (SUI)     | Claudia Lösch     | Anna Schaffelhuber  | Anna-Lena Forster   |
| 16.01.2018 | Veysonnaz (SUI)     | Rennen abgesagt.  | Rennen abgesagt.    | Rennen abgesagt.    |

#### Slalom
| Datum      | Ort              | 1. Platz           | 2. Platz           | 3. Platz         |
| ---------- | ---------------- | ------------------ | ------------------ | ---------------- |
| 21.12.2017 | Kühtai (AUT)     | Anna-Lena Forster  | Anna Schaffelhuber | Claudia Lösch    |
| 22.12.2017 | Kühtai (AUT)     | Anna Schaffelhuber | Anna-Lena Forster  | Claudia Lösch    |
| 08.01.2018 | Medvednica (CRO) | Claudia Lösch      | Stephani Victor    | —                |
| 09.01.2018 | Medvednica (CRO) | Claudia Lösch      | Stephani Victor    | —                |
| 17.01.2018 | Veysonnaz (SUI)  | Rennen abgesagt.   | Rennen abgesagt.   | Rennen abgesagt. |
| 18.01.2018 | Veysonnaz (SUI)  | Anna-Lena Forster  | Claudia Lösch      | Momoka Muraoka   |

### Sehbehindert

#### Abfahrt
| Datum      | Ort              | 1. Platz                                                | 2. Platz                                                | 3. Platz                                                |
| ---------- | ---------------- | ------------------------------------------------------- | ------------------------------------------------------- | ------------------------------------------------------- |
| 16.12.2017 | St. Moritz (SUI) | Rennen wegen widriger Witterungsbedingungen abgesagt.   | Rennen wegen widriger Witterungsbedingungen abgesagt.   | Rennen wegen widriger Witterungsbedingungen abgesagt.   |
| 16.12.2017 | St. Moritz (SUI) | Rennen wegen widriger Witterungsbedingungen abgesagt.   | Rennen wegen widriger Witterungsbedingungen abgesagt.   | Rennen wegen widriger Witterungsbedingungen abgesagt.   |
| 25.01.2018 | Tignes (FRA)     | Rennen wegen gefährlicher Streckenbedingungen abgesagt. | Rennen wegen gefährlicher Streckenbedingungen abgesagt. | Rennen wegen gefährlicher Streckenbedingungen abgesagt. |
| 25.01.2018 | Tignes (FRA)     | Rennen wegen gefährlicher Streckenbedingungen abgesagt. | Rennen wegen gefährlicher Streckenbedingungen abgesagt. | Rennen wegen gefährlicher Streckenbedingungen abgesagt. |
| 10.02.2018 | Kimberley (CAN)  | Menna Fitzpatrick                                       | Henrieta Farkašová                                      | Millie Knight                                           |
| 10.02.2018 | Kimberley (CAN)  | Henrieta Farkašová                                      | Menna Fitzpatrick                                       | Noemi Ristau                                            |

#### Super-G
| Datum      | Ort              | 1. Platz                                                | 2. Platz                                                | 3. Platz                                                |
| ---------- | ---------------- | ------------------------------------------------------- | ------------------------------------------------------- | ------------------------------------------------------- |
| 13.12.2017 | St. Moritz (SUI) | Rennen wegen widriger Witterungsbedingungen abgesagt.   | Rennen wegen widriger Witterungsbedingungen abgesagt.   | Rennen wegen widriger Witterungsbedingungen abgesagt.   |
| 14.12.2017 | St. Moritz (SUI) | Rennen wegen widriger Witterungsbedingungen abgesagt.   | Rennen wegen widriger Witterungsbedingungen abgesagt.   | Rennen wegen widriger Witterungsbedingungen abgesagt.   |
| 26.01.2018 | Tignes (FRA)     | Rennen wegen gefährlicher Streckenbedingungen abgesagt. | Rennen wegen gefährlicher Streckenbedingungen abgesagt. | Rennen wegen gefährlicher Streckenbedingungen abgesagt. |
| 26.01.2018 | Tignes (FRA)     | Rennen wegen gefährlicher Streckenbedingungen abgesagt. | Rennen wegen gefährlicher Streckenbedingungen abgesagt. | Rennen wegen gefährlicher Streckenbedingungen abgesagt. |
| 11.02.2018 | Kimberley (CAN)  | Menna Fitzpatrick                                       | Henrieta Farkašová                                      | Millie Knight                                           |
| 11.02.2018 | Kimberley (CAN)  | Noemi Ristau                                            | Menna Fitzpatrick                                       | Millie Knight                                           |

#### Riesenslalom
| Datum      | Ort                 | 1. Platz           | 2. Platz          | 3. Platz          |
| ---------- | ------------------- | ------------------ | ----------------- | ----------------- |
| 19.12.2017 | Kühtai (AUT)        | Henrieta Farkašová | Menna Fitzpatrick | Noemi Ristau      |
| 20.12.2017 | Kühtai (AUT)        | Henrieta Farkašová | Noemi Ristau      | Menna Fitzpatrick |
| 11.01.2018 | Kranjska Gora (SLO) | Henrieta Farkašová | Yang Jae-rim      | —                 |
| 12.01.2018 | Kranjska Gora (SLO) | Henrieta Farkašová | Melissa Perrine   | —                 |
| 15.01.2018 | Veysonnaz (SUI)     | Henrieta Farkašová | Menna Fitzpatrick | Melissa Perrine   |
| 16.01.2018 | Veysonnaz (SUI)     | Rennen abgesagt.   | Rennen abgesagt.  | Rennen abgesagt.  |

#### Slalom
| Datum      | Ort              | 1. Platz           | 2. Platz          | 3. Platz          |
| ---------- | ---------------- | ------------------ | ----------------- | ----------------- |
| 21.12.2017 | Kühtai (AUT)     | Melissa Perrine    | Menna Fitzpatrick | Millie Knight     |
| 22.12.2017 | Kühtai (AUT)     | Henrieta Farkašová | Noemi Ristau      | Menna Fitzpatrick |
| 08.01.2018 | Medvednica (CRO) | Henrieta Farkašová | Yang Jae-rim      | —                 |
| 09.01.2018 | Medvednica (CRO) | Melissa Perrine    | Yang Jae-rim      | —                 |
| 17.01.2018 | Veysonnaz (SUI)  | Rennen abgesagt.   | Rennen abgesagt.  | Rennen abgesagt.  |
| 18.01.2018 | Veysonnaz (SUI)  | Henrieta Farkašová | Menna Fitzpatrick | Melissa Perrine   |

## Disziplinenwertungen

### Herren

#### Stehend
| Disziplin            | 1. Platz        | 1. Platz | 2. Platz           | 2. Platz | 3. Platz       | 3. Platz |
| Disziplin            | Name            | Punkte   | Name               | Punkte   | Name           | Punkte   |
| -------------------- | --------------- | -------- | ------------------ | -------- | -------------- | -------- |
| Gesamtwertung        | Théo Gmür       | 681      | Aleksei Bugajew    | 640      | Markus Salcher | 596      |
| Abfahrt-Wertung      | Markus Salcher  | 200      | Théo Gmür          | 160      | Alexis Guimond | 110      |
| Super-G-Wertung      | Markus Salcher  | 180      | Alexis Guimond     | 160      | Théo Gmür      | 125      |
| Riesenslalom-Wertung | Théo Gmür       | 360      | Aleksei Bugajew    | 300      | Thomas Walsh   | 297      |
| Slalom-Wertung       | Aleksei Bugajew | 340      | Alexander Aljabjew | 252      | Jamie Stanton  | 245      |

#### Monoskibob
| Disziplin            | 1. Platz          | 1. Platz | 2. Platz        | 2. Platz | 3. Platz          | 3. Platz |
| Disziplin            | Name              | Punkte   | Name            | Punkte   | Name              | Punkte   |
| -------------------- | ----------------- | -------- | --------------- | -------- | ----------------- | -------- |
| Gesamtwertung        | Jesper Pedersen   | 976      | Taiki Morii     | 509      | Frédéric François | 494      |
| Abfahrt-Wertung 1    | Andrew Kurka      | 160      | Akira Kano      | 160      | Kurt Oatway       | 150      |
| Super-G-Wertung 2    | Andrew Kurka      | 140      | Jesper Pedersen | 140      | Taiki Morii       | 120      |
| Riesenslalom-Wertung | Jesper Pedersen   | 500      | Tyler Walker    | 240      | Taiki Morii       | 179      |
| Slalom-Wertung       | Frédéric François | 335      | Dino Sokolović  | 285      | Jesper Pedersen   | 255      |

#### Sehbehindert
| Disziplin            | 1. Platz      | 1. Platz | 2. Platz          | 2. Platz | 3. Platz                | 3. Platz |
| Disziplin            | Name          | Punkte   | Name              | Punkte   | Name                    | Punkte   |
| -------------------- | ------------- | -------- | ----------------- | -------- | ----------------------- | -------- |
| Gesamtwertung        | Mac Marcoux   | 760      | Jakub Krako       | 626      | Jon Santacana Maiztegui | 565      |
| Abfahrt-Wertung      | Mac Marcoux   | 200      | Kevin Burton      | 140      | Jon Santacana Maiztegui | 120      |
| Super-G-Wertung      | Mac Marcoux   | 200      | Jakub Krako       | 160      | Jon Santacana Maiztegui | 110      |
| Riesenslalom-Wertung | Marek Kubačka | 430      | Jakub Krako       | 286      | Jon Santacana Maiztegui | 225      |
| Slalom-Wertung 1     | Iwan Frantsew | 290      | Gernot Morgenfurt | 280      | Giacomo Bertagnolli     | 180      |

### Damen

#### Stehend
| Disziplin              | 1. Platz       | 1. Platz | 2. Platz          | 2. Platz | 3. Platz               | 3. Platz |
| Disziplin              | Name           | Punkte   | Name              | Punkte   | Name                   | Punkte   |
| ---------------------- | -------------- | -------- | ----------------- | -------- | ---------------------- | -------- |
| Gesamtwertung          | Marie Bochet   | 980      | Alana Ramsay      | 590      | Marija Papulowa        | 571      |
| Abfahrt-Wertung        | Anna Jochemsen | 180      | Alana Ramsay      | 150      | Mollie Jepsen          | 125      |
| Super-G-Wertung        | Mollie Jepsen  | 180      | Alana Ramsay      | 160      | Anna Jochemsen         | 140      |
| Riesenslalom-Wertung 1 | Marie Bochet   | 480      | Petra Smaržová    | 245      | Warwara Woronschikhina | 240      |
| Slalom-Wertung         | Marie Bochet   | 500      | Anna-Maria Rieder | 205      | Petra Smaržová         | 190      |

#### Monoskibob
| Disziplin            | 1. Platz           | 1. Platz | 2. Platz          | 2. Platz | 3. Platz            | 3. Platz |
| Disziplin            | Name               | Punkte   | Name              | Punkte   | Name                | Punkte   |
| -------------------- | ------------------ | -------- | ----------------- | -------- | ------------------- | -------- |
| Gesamtwertung        | Claudia Lösch      | 905      | Anna-Lena Forster | 720      | Anna Schaffelhuber  | 700      |
| Abfahrt-Wertung      | Anna Schaffelhuber | 180      | Claudia Lösch     | 160      | Momoka Muraoka      | 130      |
| Super-G-Wertung 1    | Anna Schaffelhuber | 200      | Laurie Stephens   | 130      | Anna-Lena Forster   | 130      |
| Riesenslalom-Wertung | Claudia Lösch      | 400      | Anna-Lena Forster | 200      | Victoria Pendergast | 176      |
| Slalom-Wertung       | Claudia Lösch      | 300      | Anna-Lena Forster | 280      | Anna Schaffelhuber  | 180      |

#### Sehbehindert
| Disziplin            | 1. Platz           | 1. Platz | 2. Platz          | 2. Platz | 3. Platz          | 3. Platz |
| Disziplin            | Name               | Punkte   | Name              | Punkte   | Name              | Punkte   |
| -------------------- | ------------------ | -------- | ----------------- | -------- | ----------------- | -------- |
| Gesamtwertung        | Henrieta Farkašová | 1060     | Menna Fitzpatrick | 800      | Millie Knight     | 496      |
| Abfahrt-Wertung 1    | Henrieta Farkašová | 180      | Menna Fitzpatrick | 180      | Noemi Ristau      | 110      |
| Super-G-Wertung      | Menna Fitzpatrick  | 180      | Millie Knight     | 120      | Noemi Ristau      | 100      |
| Riesenslalom-Wertung | Henrieta Farkašová | 500      | Menna Fitzpatrick | 220      | Noemi Ristau      | 190      |
| Slalom-Wertung       | Henrieta Farkašová | 300      | Melissa Perrine   | 260      | Menna Fitzpatrick | 220      |